# Ouachita River
Ouachita River er en flod der løber i den centrale del af det sydlige USA, og er en biflod til Red River, som den løber ud i kort før denne munder ud i Mississippi River 100 km nord for Baton Rouge. Floden er 974 km lang, med udspring i Ouachita Mountains i det vestlige Arkansas. Floden løber østover et stykke og derefter mod syd og ind i Louisiana. Ouachita River har et afvandingsområde på omkring 67.000 km².